# Promozione Liguria 1989-1990
Nella stagione 1989-1990 la Promozione era il sesto livello del calcio italiano (il massimo livello regionale). Qui vi sono le statistiche relative al campionato in Liguria.
Il campionato è strutturato in vari gironi all'italiana su base regionale, gestiti dai Comitati Regionali di competenza. Promozioni alla categoria superiore e retrocessioni in quella inferiore non erano sempre omogenee; erano quantificate all'inizio del campionato dal Comitato Regionale secondo le direttive stabilite dalla Lega Nazionale Dilettanti, ma flessibili, in relazione al numero delle società retrocesse dal Campionato Interregionale e perciò, a seconda delle varie situazioni regionali, la fine del campionato poteva avere degli spareggi sia di promozione che di retrocessione.

## Girone A

### Squadre partecipanti
| Squadra                 | Città                   |
| ----------------------- | ----------------------- |
| S.C. Alassio            | Alassio (SV)            |
| S.S. Argentina Arma     | Arma di Taggia (IM)     |
| U.S. Audace Campomorone | Campomorone (GE)        |
| U.S. Cairese            | Cairo Montenotte (SV)   |
| G.S. C.U.L.M.V.         | Genova (GE)             |
| U.S. Dianese            | Diano Marina (IM)       |
| G.S. Fegino             | Genova (GE)             |
| U.S. Libarna            | Serravalle Scrivia (AL) |
| Pol. Millesimo          | Millesimo (SV)          |
| G.S. Prà Folgore        | Prà (GE)                |
| U.S. Rivarolese         | Rivarolo Ligure (GE)    |
| U.S. Sampierdarenese    | Sampierdarena (GE)      |
| U.S. Sanremo '80        | Sanremo (IM)            |
| F.S. Sestrese           | Sestri Ponente (GE)     |
| U.S. Taggese            | Taggia (IM)             |
| F.C. Varazze            | Varazze (SV)            |

### Classifica finale
|  | Pos. | Squadra            | Pt | G  | V  | N  | P  | GF | GS | DR  |
|  | ---- | ------------------ | -- | -- | -- | -- | -- | -- | -- | --- |
|  | 1.   | Libarna            | 48 | 30 | 22 | 4  | 4  | 59 | 15 | +44 |
|  | 2.   | Sestrese           | 43 | 30 | 16 | 11 | 3  | 36 | 19 | +17 |
|  | 3.   | Varazze            | 40 | 30 | 16 | 8  | 6  | 33 | 25 | +8  |
|  | 4.   | Alassio            | 35 | 30 | 11 | 13 | 6  | 26 | 22 | +4  |
|  | 5.   | Argentina Arma     | 33 | 30 | 11 | 11 | 8  | 26 | 20 | +6  |
|  | 6.   | Sanremo '80        | 33 | 30 | 13 | 7  | 10 | 33 | 33 | 0   |
|  | 7.   | Audace Campomorone | 32 | 30 | 8  | 16 | 6  | 22 | 13 | +9  |
|  | 8.   | Dianese            | 29 | 30 | 9  | 11 | 10 | 27 | 26 | +1  |
|  | 9.   | C.U.L.M.V.         | 27 | 30 | 6  | 15 | 9  | 27 | 31 | -4  |
|  | 10.  | Fegino             | 26 | 30 | 8  | 10 | 12 | 25 | 36 | -11 |
|  | 11.  | Cairese            | 26 | 30 | 7  | 12 | 11 | 20 | 24 | -4  |
|  | 12.  | Rivarolese         | 26 | 30 | 7  | 12 | 11 | 31 | 40 | -9  |
|  | 13.  | Taggese            | 24 | 30 | 7  | 10 | 13 | 18 | 26 | -8  |
|  | 14.  | Millesimo          | 22 | 30 | 4  | 14 | 12 | 27 | 43 | -16 |
|  | 15.  | Sampierdarenese    | 18 | 30 | 5  | 8  | 17 | 21 | 43 | -22 |
|  | 16.  | Prà Folgore        | 18 | 30 | 2  | 14 | 14 | 7  | 22 | -15 |

Legenda:

      Promosso in Interregionale 1990-1991.
      Retrocesso in Prima Categoria 1990-1991.
Note:

Due punti a vittoria, uno a pareggio, zero a sconfitta.
Pari merito in caso di pari punti per le squadre non in zona promozione e/o retrocessione.
Spareggio fra le peggiori o migliori classificate per l'attribuzione del titolo sportivo.
Utilizzati gli scontri diretti in caso di 3 o più squadre a pari punti per definire le spareggianti.

## Girone B

### Squadre partecipanti
| Squadra                  | Città                   |
| ------------------------ | ----------------------- |
| U.S. Angelo Baiardo      | Genova (GE)             |
| U.S. Canaletto S.P.      | La Spezia (SP)          |
| S.S. Cavese Fossese      | Lavagna (GE)            |
| U.S. Cosmos              | Genova (GE)             |
| A.C. Entella Bacezza     | Chiavari (GE)           |
| F.C. Fontanabuona        | Cicagna (GE)            |
| U.S. Garibaldina         | Arcola (SP)             |
| U.S. Lavagnese           | Lavagna (GE)            |
| A.C. Lerici              | Lerici (SP)             |
| S.G. Levanto             | Levanto (SP)            |
| Pol. Migliarinese        | La Spezia (SP)          |
| S.C. Molassana Boero     | Genova (GE)             |
| A.C. Moneglia            | Moneglia (GE)           |
| C.S. Monterosso          | Monterosso al Mare (SP) |
| G.S. Nuova San Fruttuoso | Genova (GE)             |
| Ortonovo Calcio          | Ortonovo (SP)           |
| A.C. Rapallo Ruentes     | Rapallo (GE)            |

### Classifica finale
|  | Pos. | Squadra             | Pt | G  | V  | N  | P  | GF | GS | DR  |
|  | ---- | ------------------- | -- | -- | -- | -- | -- | -- | -- | --- |
|  | 1.   | Rapallo Ruentes     | 46 | 32 | 16 | 14 | 2  | 40 | 9  | +31 |
|  | 2.   | Fontanabuona        | 41 | 32 | 16 | 9  | 7  | 41 | 22 | +19 |
|  | 3.   | Lavagnese           | 38 | 32 | 13 | 12 | 7  | 32 | 26 | +6  |
|  | 4.   | Garibaldina         | 33 | 32 | 10 | 13 | 9  | 24 | 26 | -2  |
|  | 5.   | Ortonovo            | 33 | 32 | 10 | 13 | 9  | 28 | 22 | +6  |
|  | 6.   | Migliarinese        | 33 | 32 | 9  | 15 | 8  | 26 | 25 | +1  |
|  | 7.   | Canaletto S.P.      | 32 | 32 | 8  | 16 | 8  | 24 | 25 | -1  |
|  | 8.   | Cavese Fossese      | 32 | 32 | 10 | 12 | 10 | 26 | 28 | -2  |
|  | 9.   | Entella Bacezza     | 31 | 32 | 6  | 19 | 7  | 22 | 20 | +2  |
|  | 10.  | Angelo Baiardo      | 30 | 32 | 8  | 14 | 10 | 28 | 26 | +2  |
|  | 11.  | C.S. Monterosso     | 30 | 32 | 7  | 16 | 9  | 23 | 26 | -3  |
|  | 12.  | Levanto             | 30 | 32 | 8  | 14 | 10 | 30 | 34 | -4  |
|  | 13.  | Moneglia            | 29 | 32 | 8  | 13 | 11 | 22 | 27 | -5  |
|  | 14.  | Cosmos              | 29 | 32 | 8  | 13 | 11 | 28 | 39 | -11 |
|  | 15.  | Nuova San Fruttuoso | 27 | 32 | 7  | 13 | 12 | 27 | 31 | -4  |
|  | 16.  | Lerici              | 27 | 32 | 7  | 13 | 12 | 31 | 47 | -16 |
|  | 17.  | Molassana Boero     | 23 | 32 | 8  | 7  | 17 | 26 | 45 | -19 |

Legenda:

      Promosso in Interregionale 1990-1991.
      Retrocesso in Prima Categoria 1990-1991.
Note:

Due punti a vittoria, uno a pareggio, zero a sconfitta.
Pari merito in caso di pari punti per le squadre non in zona promozione e/o retrocessione.
Spareggio fra le peggiori o migliori classificate per l'attribuzione del titolo sportivo.
Utilizzati gli scontri diretti in caso di 3 o più squadre a pari punti per definire le spareggianti.